# Villa Necker
La Villa Necker è una dimora storica in stile neoclassico, situata in via dell'Università 2 a Trieste.

## Storia
Villa Necker sorge sull'area occupata in origine dai terreni di proprietà "dei Santi Martiri".
Tra Settecento e Ottocento la zona viene interessata da investimenti fondiari dei ricchi commercianti anche stranieri stabilitisi a Trieste, tra cui emergono i nomi di George Hepburn, committente della vicina Villa Economo e Heim Camondo per Villa Sartorio.
L'area che discende dal colle di San Vito è protagonista di uno sviluppo edilizio suburbano agli inizi dell'Ottocento, periodo in cui si assiste alla realizzazione di numerose villette e giardini immersi nella tranquillità del pendio.
La zona, all'interno della quale si trova l'immobile, viene sistemata entro il 1782 come testimonia la pianta dettagliata della città disegnata da Carlo Dini. Il disegno presenta la proprietà a valle immersa in un esteso giardino, disegnato nel 1775, come il primo giardino all'italiana di Trieste, dall'ingegnere militare Vincenzo Struppi.
Riguardo all'origine della villa esistono diverse versioni ed interpretazioni, in particolare per quanto riguarda l'attribuzione del committente. Secondo i più recenti studi la proprietà viene venduta dal barone Francesco Saverio de Königsbrunn per "fiorini alemanni 6300" al commerciante Domenico Perinello; nell'atto di compravendita datato 27 luglio 1776 si parla di "una casa situata alla Marina in Contrada di Santi Martiri [...] compreso l'orto, e il recinto murato, con tutti li materiali ivi attualmente esistenti" (AST_124).
Gran parte della critica attribuisce realizzazione della villa all'architetto Giacomo Marchini, su progetto del francese Champion, giunto in città nel 1784 e al quale si deve anche il disegno di Villa Murat oggi non più esistente.
Dopo la morte di Perinello nel 1786 la "Villa Anonima" viene ceduta ad altri dai curatori dei figli. Nel 1790 la tenuta, "luogo d'abitazione [...] con tutti i comodi" viene acquistata dal conte siriano Cassis Faraone per "fiorini 36.000 correnti di Vienna" (AST_130); a Faraone si deve la ristrutturazione della villa sia internamente, che esternamente, ornando il parco con giochi d'acqua, una ricca orangerie e statue opera dello scultore Antonio Marignani. La proprietà viene venduta nel 1820 a Gerolamo Bonaparte, fratello di Napoleone, già re di Vestfalia, da cui deriva la denominazione di Villa Principe Bonaparte e la sistemazione delle aquile napoleoniche che decorano i camini della sala maggiore. La moglie di Bonaparte, principessa Caterina, descrive con parole di lode la villa attorniata da pergolati ed un ampio giardino con vista su tutto il golfo. In questo periodo la proprietà si arricchisce all'interno di cappella, teatro e di arredi sontuosi. Al gusto dei Bonaparte si fa risalire anche la trasformazione della facciata con l'inserimento dell'orologio nel timpano centrale ed il frontoncino con il riquadro vuoto.
La proprietà viene ridotta di estensione in seguito all'apertura nel 1814 della strada pubblica lungo il fianco destro della villa stessa.
Nel 1827 l'edificio passa in proprietà al ginevrino Alfonso Teodoro Carlo Francesco de Necker (discendente di Jacques Necker), titolare a Trieste di una ditta di commercio e console svizzero. Da quella data la villa assume il nome di Villa Necker e il parco passa alle cure del botanico Giuseppe Ruchinger di Monaco.
Nel 1851 la proprietà viene venduta al Comando della Marina austriaca. Due anni dopo nell'edificio viene allestito un ospedale per ufficiali e soldati decorati, reduci dalla battaglia di Solferino. Agli inizi del Novecento nell'edificio risiede il comandante del distretto marittimo Leopoldo de Jedina. Nel corso della sua storia Villa Necker ospita diversi illustri personaggi tra cui ammiragli e comandanti in visita alla città.
Nel 1918 la villa diventa proprietà del Demanio dello Stato Italiano e sede fino al 1945 del Comando V Corpo d'Armata.
Oggi la villa ospita il Comando Militare Esercito Friuli Venezia Giulia con adiacente Circolo Ufficiali.

## Elementi architettonici
La struttura, inserita all'interno di un ampio parco, si presenta a tre piani fuori terra.
Al pianterreno si trova un rivestimento a bugnato liscio a fasce orizzontali, intervallato da lesene, che separano la facciata in cinque fasce verticali. I piani superiori sono trattati ad intonaco di colore grigio. I fori finestra sono rettangolari e arricchiti da cimasa lineare in pietra, tranne al secondo piano fuori terra dove si alternano frontoni triangolari e curvilinei.
Al centro del pianoterra spicca un portico semicircolare con colonne tuscaniche su piedistalli, che inquadrano le tre aperture d'ingresso ad arco a tutto sesto con mensole in chiave di volta; l'architrave superiore presenta un fregio classico decorato da metope e triglifi a cui corrispondono nella fascia soprastante rilievi a rosette alternati a motivi a dentelli. Tale struttura sostiene una terrazza che ne riprende la forma circolare; il parapetto è a balaustra in pietra bianca con piastrini decorati da rilievi floreali, su cui si aprono tre porte finestra con timpano triangolare.
La parte centrale della facciata viene enfatizzata dalla presenza di un timpano con orologio, terminante con frontoncino. A decorazione della sommità del prospetto sono collocati dei vasi in pietra di stile neoclassico.